# Holts Summit
Holts Summit est une ville du comté de Callaway, dans le Missouri, aux États-Unis,. Située au sud-ouest du comté, elle est incorporé en 1973.

## Démographie
Lors du recensement de 2010, la ville comptait une population de 3 247 habitants. Elle est estimée, en 2016, à 3 704 habitants.

## Source de la traduction
- (en) Cet article est partiellement ou en totalité issu de l’article de Wikipédia en anglais intitulé « Holts Summit, Missouri » (voir la liste des auteurs).